# Stu Hart
Stewart Edward (Stu) Hart (Saskatoon, 3 mei 1915 - Calgary, 16 oktober 2003) was een Canadees professioneel worstelaar, oprichter en trainer. Stu was de vader van de bekende worstelaars Bret Hart en Owen Hart.
Stu richtte Stampede Wrestling op, een worstelcompetitie die plaatsvond in Calgary, Alberta.

## In het worstelen
- Finishers
  - Stu Hart Special

- Worstelaars getraind door Stu Hart

| - "Superstar" Billy Graham - Abdullah the Butcher - Ben Bassarab - Ricky Fuji - Billy Jack Haynes - Bret Hart - Bruce Hart - Chris Benoit - Chris Jericho - Teddy Hart | - Jack Evans - Davey Boy Smith - David Claudio - Fritz Von Erich - Gama Singh - Gene Anderson - Gene Kiniski - George Scott - Gorilla Monsoon - Greg Valentine | - The Honky Tonk Man - Jim Neidhart - Johnathan Holliday - Jos Leduc - Jushin Liger - Justin Credible - Keith Hart - Klondike Bill - Larry Cameron - Tim Le Strange | - Lance Storm - Mike Michaels - Nikolai Volkoff - Owen Hart - Paul LeDuc - Reggie Parks - Ross Hart - Sandy Scott - Shinya Hashimoto - Smith Hart | - Steve Blackman - The Junkyard Dog - The Dynamite Kid - The Stomper - Edge - Kip Abee - Brian Pillman - Eduardo Miguel Perez - Luther Lindsey |

## Prestaties
- Cauliflower Alley Club
  - Iron Mike Mazurki Award (2001)

- Stampede Wrestling
  - Stampede Wrestling Hall of Fame

- World Wrestling Entertainment
  - WWE Hall of Fame (Class of 2010)

- Wrestling Observer Newsletter awards
  - Wrestling Observer Newsletter Hall of Fame (Class of 1996)

- Andere titels
  - Northwest Tag Team Championship (2 keer; 1 keer met Pat Meehan en 1 keer met Luigi Macera)